# Krigsåret 1897

## Pågående krig
- Andra Matabelekriget (1896-1897)

- Grekisk-turkiska kriget[1]
  - Grekland på ena sidan.
  - Osmanska riket på andra sidan.

- Mahdistupproret (1881-1899)

## Händelser

### Januari
- 21 - Grekland invaderar Kreta; början av det grekisk-turkiska kriget 1897.

### Februari
- 9 - Britterna invaderar och förstör kungadömet Benin.

### April
- 21-22 - Turkiska anfall utanför staden Tymakos tvingar grekiska armén att retirera.

### Maj
- 17 - I ett stort turkiskt anfall vid Domokos besegras den grekiska armén, och tvingar åter den grekiska armén att retirera till Thermopyle.

### Juli
- Juli - Pashtuner anfaller brittiska trupper vid Malakandpasset, Churchill är krigskorrespondent.

### Oktober
- 2 - Brasilien krossar Antônio Conselheiros rörelse i Canudos.

### Fotnoter
1. ↑  ”Chronological List of All Wars”. Arkiverad från originalet den 9 oktober 2014. https://web.archive.org/web/20141009082543/http://www.correlatesofwar.org/COW2%20Data/WarData_NEW/WarList_NEW.pdf. Läst 29 juni 2011.